# Абрикосов, Алексей Алексеевич
Алексе́й Алексе́евич Абрико́сов (25 июня 1928, Москва — 29 марта 2017, Пало-Алто, США) — советский, российский и американский физик-теоретик. Лауреат Нобелевской премии по физике (2003, совместно с Виталием Гинзбургом и Энтони Леггетом).
Академик Российской академии наук (академик АН СССР (1987), член-корреспондент (1964), доктор физико-математических наук. Член Национальной академии наук США (2000), иностранный член Лондонского королевского общества (2001).

## Биография
Родился в семье известных патологоанатомов — заведующего кафедрой патологической анатомии медицинского факультета Московского университета (с 1930 года — Первый Московский медицинский институт им. И. М. Сеченова), академика Алексея Ивановича Абрикосова (1875—1955) и ассистента кафедры, заведующей патологоанатомическим отделением и главного прозектора Кремлёвской больницы Фани Давидовны Вульф (1895—1965).
После окончания школы в 1943 году поступил в МЭИ и начал изучать энерготехнику, в 1945 году перевёлся в МГУ и перешёл к изучению физики. Его учителем в физике стал Л. Д. Ландау. В возрасте 19 лет сдал ему «теоретический минимум», в 1948 году окончил с отличием физический факультет МГУ. Под руководством Л. Д. Ландау подготовил кандидатскую диссертацию на тему «Термическая диффузия в полностью и частично ионизированных плазмах» и защитил её в 1951 году в Институте физических проблем в Москве. В это же время его родители были отстранены от работы в Кремлёвской больнице в ходе кампании против так называемых врачей-вредителей.
В 1951—1965 годах после защиты работал в Институте физических проблем. В 1955 году (в возрасте 27 лет) защитил докторскую диссертацию на тему «Исследования по квантовой электродинамике при больших энергиях».
В 1965—1988 годах работал в Институте теоретической физики им. Л. Д. Ландау АН СССР, одним из основателей которого он являлся.
Почётный доктор Лозаннского университета (1975).
С 1988 по 1991 год — директор Института физики высоких давлений в Троицке.
Преподавал:
- до 1969 года — в Московском государственном университете имени М. В. Ломоносова
- 1970—1972 годы — в Горьковском государственном университете
- 1972—1976 годы — заведующий кафедрой теоретической физики в Московском физико-техническом институте[10]
- 1976—1991 годы — заведующий кафедрой теоретической физики в МИСиСе.

В 1988 году издал фундаментальный учебник «Основы теории металлов», написанный на основе его лекций в МГУ, МФТИ и МИСиСе.
В 1991 году принял приглашение Аргоннской национальной лаборатории в Иллинойсе и эмигрировал в США, отказавшись возвращаться в СССР во время поездки в США в качестве директора Института физики высоких давлений.
В США преподавал в Иллинойсском университете в Чикаго и в Университете Юты. В Англии преподавал в Университете Лафборо.
В 1999 году получил американское гражданство. Являлся членом различных научных учреждений, в числе которых Национальная академия наук США, Российская академия наук, Лондонское королевское общество и Американская академия наук и искусств.

## Научные достижения

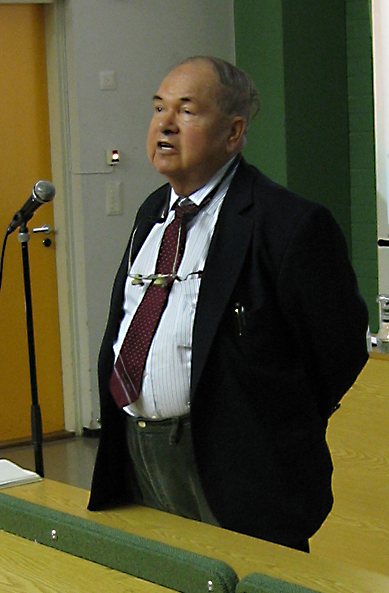
А. А. Абрикосов на лекции (2006 год)

Совместно с Николаем Заварицким (1952—1997), физиком-экспериментатором из Института физических проблем, обнаружил при проверке теории Гинзбурга — Ландау новый класс сверхпроводников — сверхпроводники II рода. Этот новый тип сверхпроводников, в отличие от сверхпроводников I рода, сохраняет свои свойства даже в присутствии сильного магнитного поля (до 25 Тл). Смог объяснить такие свойства, развивая рассуждения своего коллеги Виталия Гинзбурга, образованием регулярной решётки магнитных линий, которые окружены кольцевыми токами. Такая структура называется «вихревой решёткой Абрикосова».
Также занимался проблемой перехода водорода в металлическую фазу внутри водородных планет, квантовой электродинамикой высоких энергий, сверхпроводимостью в высокочастотных полях и в присутствии магнитных включений (при этом он открыл возможность сверхпроводимости без полосы запирания) и смог объяснить сдвиг Найта при малых температурах путём учёта спин-орбитального взаимодействия. Другие работы были посвящены теории несверхтекучего 3He и вещества при высоких давлениях, полуметаллам и переходам металл-диэлектрик, эффекту Кондо при низких температурах (при этом он предсказал резонанс Абрикосова — Сула) и построению полупроводников без полосы запирания. Прочие исследования касались одномерных или квазиодномерных проводников и спиновых стёкол.
Совместно с Н. Б. Брантом, Е. А. Свистовой и С. М. Чудиновым сделал научное открытие «Явление фазовых переходов вещества в магнитном поле», которое занесено в Государственный реестр открытий СССР под № 156 с приоритетом от 25 июня 1967 года.
В Аргонской национальной лаборатории смог объяснить большинство свойств высокотемпературных сверхпроводников на основе купрата и установил в 1998 году новый эффект (эффект линейного квантового магнитного сопротивления), который был впервые измерен ещё в 1928 году П. Капицей, но никогда не рассматривался в качестве самостоятельного эффекта.
В 2003 году, совместно с В. Л. Гинзбургом и Э. Леггетом, получил Нобелевскую премию по физике за «основополагающие работы по теории сверхпроводников и сверхтекучих жидкостей». По своему собственному признанию, «в России в своё время, когда я там был, я натерпелся достаточно. И по этому случаю я горжусь тем, что эта премия считается за Америкой. Я этим горжусь».
Являлся членом редакционных коллегий журналов «Теоретическая и математическая физика», «Обзоры по высокотемпературной сверхпроводимости», редакционной коллегии библиотечки «Квант» (издательство «Наука»).

## Семья
Был трижды женат, воспитал двоих сыновей и дочь.
С первой женой развёлся после 20 лет жизни в браке, у них был сын.
Вторая жена — Анни Нозьер, наполовину француженка, наполовину вьетнамка, до этого была женой Филиппа Нозьера, французского друга и коллеги Абрикосова; развелась с Нозьером ради Абрикосова. Познакомились на конференции в Индии, куда Нозьер приехал вместе с женой. В 1968 году встретились на конференции на Кавказе и участвовали в восхождении на гору. В 1969 году Абрикосов был в командировке в Париже и остался там ещё на месяц для того, чтобы жениться на Анни, поставив ультиматум советскому посольству, что либо ему дают возможность задержаться на месяц, либо он останется на Западе. Когда Абрикосов приехал с женой в Москву, директор Института теоретической физики Исаак Халатников заявил, что Абрикосов уволен, и какое-то время он был безработным. Стал невыездным, его пускали только в социалистические страны и в 1975 году на Международную конференцию по физике низких температур в Финляндию, так как между Финляндией и СССР в то время существовало Соглашение о выдаче невозвращенцев. Брак с Анни продолжался 7 лет; затем она вернулась на родину во Францию. У них родился сын.
Третья жена — Светлана Юрьевна Абрикосова, до замужества — Бунькова. В 1970-х годах окончила в Москве ординатуру по эндокринологии, и её научный руководитель, профессор М. А. Жуковский, решил оставить Светлану в аспирантуре, но для этого надо было выдать её замуж за москвича, поэтому он познакомил её с Абрикосовым. В 1980 году в Институте экспериментальной эндокринологии и химии гормонов Светлана защитила кандидатскую диссертацию.
Каждое лето проводил отпуск в горах; однажды совершил восхождение на африканский вулкан Килиманджаро. Зимой увлекался горными лыжами. Каждый год устраивались конференции по физике низких температур в Бакуриани, катался на лыжах в Грузии и под Москвой.

## Награды и почётные звания
- Член-корреспондент Академии наук СССР (ныне Российская академия наук) с 1964
- Ленинская премия, 1966
- Премия Фрица Лондона, 1972
- Почётный доктор университета Лозанны, 1975
- Орден «Знак Почёта», 1975
- Орден Трудового Красного Знамени, 1988
- Государственная премия СССР 1982 года в области науки и техники (28 октября 1982 года) — за цикл работ по предсказанию, обнаружению и исследованию бесщелевых полупроводников и экситонных фаз[19]
- Академик Академии наук СССР (ныне Российская академия наук) с 1987
- Премия имени Л. Д. Ландау АН СССР, 1989
- Премия Джона Бардина, США, 1991[20]
- Иностранный почётный член Американской академии наук и искусств, 1991[21]
- Действительный член Американского физического общества, 1992[22]
- Член Национальной академии наук США, 2000
- Иностранный член Лондонского королевского общества, 2001
- Нобелевская премия по физике, 2003
- Почётный член Венгерской АН (2007)
- Золотая медаль им. В. И. Вернадского НАН Украины (2014)

## Память
- Международный центр теоретической физики имени А. А. Абрикосова МФТИ

## Публикации
- Абрикосов А. А., Горьков Л. П., Дзялошинский И. Е. Методы квантовой теории поля в статистической физике. — 1961.
- Abrikosov, A. A., Gorkov, L. P. and Dzyaloshinski, I. E. Methods of Quantum Field Theory in Statistical Physics. — Englewood Cliffs[англ.]: Prentice Hall, 1963.
- Абрикосов А. А. Академик Л. Д. Ландау: краткая биография и обзор научных работ. — М.: Наука, 1965.
- Абрикосов А. А. Введение в теорию нормальных металлов. — М.: Наука, 1972. — 288 с. — 7950 экз.
- Абрикосов А. А. Основы теории металлов: Учебное руководство. — М.: Наука, 1987. — 520 с.
- Abrikosov, A. A. Fundamentals of the Theory of Metals. — Elsevier Science Pub., 1988.
- Абрикосов А. А. Основы теории металлов. — Издание 2-е, испр. и доп. — Москва: Физматлит, 2009. — 600 с. — ISBN 978-5-9221-1097-6.
- Абрикосов А. А., Горьков Л. П., Дзялошинский И. Е. Методы квантовой теории поля в статистической физике. 3-е изд. — Москва: КДУ, Добросвет, 2006, 2014. — 512 c.